# 대괴수 갓파
대괴수 갓파(大巨獣ガッパ, Gappa, The Triphibian Monster)는 일본에서 제작된 노구치 하루야스 감독의 1967년 액션, 공포, SF 영화이다. 카와지 타미오 등이 주연으로 출연하였다.

## 출연

### 주연
- 카와지 타미오
- 야마모토 요코

### 조연
- 와다 코지
- 후지 타츠야
- 야마다 젠지
- 미네 산페이